# INOTIF
Bei INOTIF (internetorientiertes Informationssystem) handelt es sich um ein Informationssystem des Österreichischen Roten Kreuzes.
Die Nachrichten können von registrierten Benutzern (Dienstführende, Führungskräften …) über das Internet kostenlos an Einzelpersonen oder aber auch an ganze Gruppen via SMS versendet werden.
Das System ist nicht redundant abgesichert. Ausfälle bzw. Verzögerungen abhängig von Mobilfunksenderstandorten bzw. -verfügbarkeiten sind möglich. Daher ist es nicht als Erstalarmierungssystem gedacht. Probleme bei der Zustellung von einzelnen Teilnehmern sind möglich. Das System dient meist dem Versand von Nachrichten rund um den Dienstbetrieb.
Hauptanwendungsgebiet ist die Information der Mitarbeiter über Neuigkeiten, die Erinnerung an Fortbildungen oder Versammlungen, sowie die kurzfristige Personalsuche. Im Katastrophen- oder Großschadensfall ist auch eine Alarmierung der Mitarbeiter denkbar.
Der dazugehörige Server befindet sich im Wiener Arsenal. Es steht auch ein zweiter unabhängiger Server zur Verfügung.